# 八王子市立上柚木小学校
八王子市立上柚木小学校（はちおうじしりつ かみゆぎしょうがっこう）は、東京都八王子市上柚木三丁目にある市立小学校。

## 概要

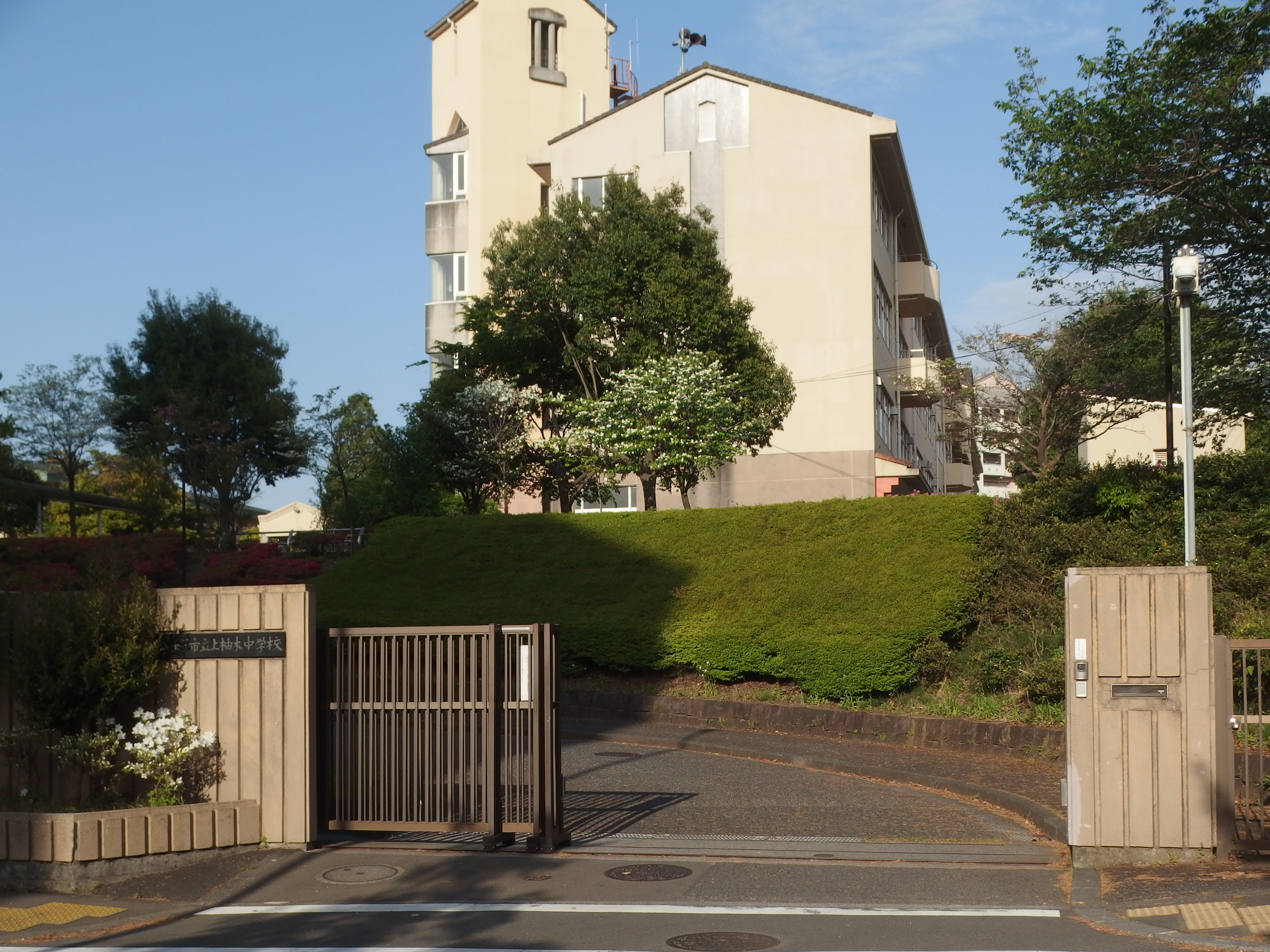
2023年4月撮影

八王子市南東部にある小学校。　平成26年9月1日現在415名が在籍している。
近隣の小中学校と連携をし、小中一貫教育を推進している。　

## 教育方針
- 明るくがんばる子
- 仲よく協力する子
- よく考える子

1. 学力の定着・向上に向けた授業改善
2. 安心・安全、心豊かな学校生活
3. 基本的な生活習慣・学習習慣の定着
4. 子ども、保護者、地域と学校との情報の発信と受信
5. 教職員の連携・協同、研修
6. 新学習指導要領、小中一貫教育の推進

## 校歌
もっとすてきな明日へ

## 沿革
- 1993年6月16日 - 校舎建設開始
- 1995年1月4日 - 校舎完成
- 1995年4月1日 - 開校
- 1995年9月26日 - 開校記念航空写真撮影
- 1995年11月4日 - 開校記念日制定
- 1995年11月22日 - 開校記念日式典（校章・校歌制定及び披露）
- 1997年2月15日 - 衛星測定システム標準点設置
- 2005年6月8日 - 10周年記念航空写真撮影

## 通学区域
- 八王子市
  - 上柚木2丁目53-63、90-872
  - 上柚木3丁目9-12、14、16-18
  - 上柚木227、242、243、247、248、291

## 進学中学校
- 八王子市立上柚木中学校

## 交通
- 京王電鉄相模原線南大沢駅から徒歩15分
- 南大沢駅4番バスのりばから、京王バス南「（北03・04）北野駅」行または「（八60・61）八王子駅南口」行で「上柚木小学校」下車。